# Talaíde
Talaíde é uma povoação portuguesa, dividida entre as freguesias de São Domingos de Rana (Município de Cascais), Porto Salvo (Município de Oeiras) e Rio de Mouro (Município de Sintra). A localidade cresceu de forma linear ao longo da Estrada de Talaíde, e forma atualmente um contínuo urbano com Leião. A sua proximidade com o Taguspark também influenciou o seu crescimento mais a norte.
Há diversas teorias quanto à origem do seu topónimo. J. Diogo Correia especula que tenha derivado do diminutivo de talaia, cognato de atalaia, um lugar alto a partir de onde se vigia e por isso dado a muitas povoações que exercem função de sentinela - no caso de Talaíde, por se encontrar em zona de passagem num vale estratégico. No entanto, de acordo com José de Encarnação, a terminação -ide aponta para origem latina, apostando em vez disso que teria derivado de talauitus, que significa "a terra de Talaus," nome masculino de origem pré-romana. O radical "Tala-" é muito frequente na onomástica e toponímia anterior à chegada dos Romanos à Península Ibérica, dando a entender que o nome origina da sua identificação com um proprietário notável ou chefe local.

### História

#### Pré-história
A jazida do Serigado, a norte de Talaíde, destaca-se pelo conjunto de materiais líticos aí recolhidos, incluindo os vestígios mais antigos da permanência humana no actual território do concelho de Cascais, que remontam ao Paleolítico, há 1.500.000 anos. Estruturas megalíticas dolménicas do Neolítico foram destruídas no passado mais recente, mas a sua existência ficou registada através do topónimo "Antas," na parte norte de Talaíde. No Calcolítico, Talaíde possuía um dos mais importantes povoados do municipio de Cascais, hoje praticamente destruído devido à extração de pedra na década de 1960. Na jazida do Serigado foram encontrados fragmentos de grandes taças tipo Palmela, de bordo decorado, da cultura do vaso campaniforme, bem como inúmeros vestígios de telhas desse período. Na pedreira a oeste da povoação, onde mais tarde se ergueu um bairro de génese ilegal, foram achadas lascas de sílex e fragmentos de cerâmica lisa e decorada do campaniforme, com mais de 4.000 anos.

#### Período romano
Na sua "Carta Arqueológica do Concelho de Cascais," Guilherme Cardoso assinala a existência de fragmentos de telhas de grande espessura na borda da pedreira sobre a Ribeira de Quenena como indicio da existência, nesse local, de uma "villa'" - ou seja, de uma casa senhorial, centro de exploração agrária - provando a ocupação romana do local, também demonstrada por outros vestígios na encosta do lado de Oeiras.
São também de relevância os vestígios encontrados do período romano, como a ara romana do século I a.C., e o acervo metálico encontrado na necrópole de inumação tardo-romana visigótica de Talaíde. 

##### A ara romana
O altar romano de Talaíde foi descoberto por Guilherme Cardoso, encostado a um muro numa rua de Talaíde, a 23 de Janeiro de 1983. O proprietário, Efigénio Pedro Freire, ofereceu-o à coleção arqueológica do Museu-Biblioteca dos Condes de Castro Guimarães, onde atualmente se encontra. A pedra tinha sido retirada duma das paredes da casa anos antes, devido a obras de renovação e deixada ali por ter um feitio fora do normal e parecer antiga. Depois de limpa de caliças e argamassas, revelou o seguinte texto em latim: 
"AVGVS ET HERMES DEAE MAGISTRIDONVM". 
O altar, construído dois mil anos antes, constitui a oferta que dois escravos dedicados ao culto de uma deusa, Augo e Hermes - identificando-se como deae magistri ("sacerdotes da deusa") -, lhe haviam feito, ou porque estariam contentes com as suas funções - que muito os nobilitavam perante a comunidade dos crentes - ou porque mantinham a esperança de que, feita a oferta, a deusa intercedesse para que as suas vidas mudassem significativamente. A deusa é desconhecida. Chegou a pensar-se que se tratava de Cíbele, uma deusa-mãe, senhora da fertilidade e das searas, mas não há prova que o justifique, ficando-se apenas a saber que, algures em plataforma sobranceira ao curso de água que atravessa Talaíde, existiu em tempos um local sagrado de devoção.

#### Necrópole tardo-romano visigótica
A norte da Escola Primária EB1 de Talaíde, foi identificado um cemitério dos primórdios da Idade Média. Guilherme Cardoso conseguiu escavar 29 sepulturas que, para além dos esqueletos e pregos provavelmente relacionados ao caixão, continham moedas romanas, brincos, anéis, pulseiras, fivelas, colares e facas, que nos dão conta de como nessa época se pensava que mesmo após a morte se careciam daqueles adornos. Uma urbanização foi levada adiante antes que se pudesse proceder a escavações sistemáticas do local.
Mais pormenores acerca desta importante descoberta podem ser encontrados no artigo publicado no nº5 (1995) da revista da Câmara Municipal de Oeiras «Estudos Arqueológicos de Oeiras», onde, nas páginas 315 a 339, três especialistas - João Luís Cardoso, Guilherme Cardoso e Maria F. Guerra - fazem a sua pormenorizada caracterização e integração cultural, e dão conta dos resultados das análises não destrutivas feitas ao espólio metálico, para determinar com exatidão os materiais utilizados e as suas percentagens. Através da tipologia das peças mais importantes e datações radiométricas, os especialistas concluem que a necrópole se situa entre os séculos III e VIII d.c.

#### «Tomé Dias de Talaíde», primeiro registo do topónimo
No auto de partilhas dos bens de Lourenço Martins de Avelar, copeiro-mor da Rainha D. Beatriz e um dos homens célebres da história cascalense (e que tinha uma quinta na zona de Aljafami e Rio de Mouro), surge uma referência a um «Tomé Dias de Talaíde», uma das testemunhas das partilhas, em Sintra, a 2 de Agosto de 1345. Ainda que de Tomé Dias mais nada se saiba, de acordo com o professor José d'Encarnação, isto prova que o topónimo já existia nessa primeira metade do século XIV. 

#### Lourenço Anes de Talaíde e o Hospital de D. Maria de Aboim
No Livro I do Hospital de D. Maria de Aboim, nos documentos 12 e 13, encontram-se excerto relativos ao Cerco de Lisboa de 1384, durante o qual D. João I, Mestre de Avis, concedeu um inédito conjunto de isenções fiscais a quem fornecesse mantimentos para aprovisionar a cercada cidade, esperando que os que antes do cerco tinham abandonado os campos para procurar refúgio na capital regressassem à sua atividade, e que o comércio voltasse a fluir, mas o sucesso da política foi limitado. Lourenço Anes, foreiro do Hospital de D. Maria de Aboim - explorando um casal em Talaíde - não ousou regressar à propriedade, com receio dos contingentes inimigos estacionados em Sintra, preferindo antes permanecer em Lisboa pelo menos até ao Verão do ano seguinte. Muitos dos produtos agrícolas não foram colhidos e, por isso, foram aproveitados pelo inimigo.
Os excertos remetem para que Talaíde teria pelo menos um casal que - como o Casal de S. Marcos, no termo de Sintra - foi propriedade de D. Maria de Aboim, filha de D. João Peres de Aboim - mordomo-mor de D. Afonso III - e casada com o fidalgo espanhol D. João Fernandes de Límia, tornando-se viúva em 1316. Sem descendência, escreveu a 30 de Julho de 1337 o seu testamento, no qual deixou fundado um hospital com o seu nome - Hospital de Dona Maria de Aboim - destinado a dar abrigo, alimentação e uma pensão diária a dez mulheres pobres que deviam assistir à missa na igreja e rezar pela alma da sua fundadora - e ao qual legou a administração dos casais, um dos quais Lourenço Anes era foreiro, bem como propriedades em e nos arredores de Lisboa, em torno de Loures e Sintra, e no termo de Torres Vedras. O processo de criação e posterior gestão da instituição ficou incumbido às testamenteiras. Após a morte destas, a administração do hospital passou para o concelho de Lisboa, que acabou por o extinguir no início do século XVI, com a fundação do grande Hospital de Todos-os-Santos, de Lisboa.  
Ainda de acordo com os trechos, passaram por Talaíde as hostes castelhanas - praças que tomaram o partido de D. Beatriz -, vindas de Sintra ou Cascais, que devassaram os campos agrícolas circundantes, impedindo os seus rendeiros de acorrer ao apelo de D. João I para fornecimento de recursos a Lisboa cercada - o que mostra a importância da produção agrícola do povoado.  
Só depois de Agosto de 1385 se voltaram a estabelecer as condições de segurança ao redor de Lisboa para que o abastecimento se pudesse voltar a fazer, e os refugiados, como Lourenço Anes de Talaíde, pudessem lentamente regressar aos seus campos, ainda que, apesar da vitória na guerra, a luta contra a fome e a escassez continuasse intensa.  

A 11 de novembro de 1386, Martim Gonçalves, provedor do Hospital de Dona Maria de Aboim, João Martins, alvazil do cível, e Gonçalo Vasques Carregueiro, procurador do concelho, reduzem, por quatro anos, a renda que devia ser paga por Lourenço Anes, de 90 para 60 libras, e emprestam-lhe 150 libras para que o possa reparar dos danos da guerra. Diz Anes no documento:  
“(...) todolos gaados e bens movis que avia e que ora era tam pobre que nom tinha nenh~ua cousa e nem com que o adubar nem aproveitar o dicto casal.”  
Quando, a 12 de Maio de 1388, no paço do concelho, em Lisboa, foi questionado acerca das propriedades que tinha aforadas do hospital, respondeu:  
“no primeiro ano ano dos dictos dous que teendo el o dicto casal bem lavrado e semeado que el se colheo a esta cidade com medo dos castelhanos que vierom sobre esta çidade e (…) que no dicto ano que el tiinha sementado apanharom os imigos”.  
Anes foi perdoado da renda que devia ao hospital, relativa aos anos de 1384 e 1385, pelo juiz João Martins, por ter sido impedido de tomar proveito da terra pela guerra. O documento de perdão de dívida foi escrito e validado pelo tabelião Fernão Peres, tendo como testemunhas o tabelião João Anes II e o tabelião Gonçalo Simões.  

#### Capela de São Lourenço de Quenena
A Capela de São Lourenço de Quenena, em Quenena, foi provavelmente erigida entre os séculos XV a XVI. Resta uma imagem do referido santo, de pedra policromada, desprovida de cabeça, atualmente exposta na capela funerária da Ermida de Nossa Senhora da Conceição de Abóboda.

#### Quinta de Santa Bárbara de Talaíde
Domingos Pires Bandeira, batizado a 22 de dezembro de 1670, em Santa Maria Maior, Viana do Castelo, veio muito novo para Lisboa, onde casou a 18 de janeiro de 1696 na freguesia dos Mártires, em Lisboa, com D. Tomásia Maria Felizarda Diniz - batizada a 25 de setembro de 1672 na freguesia de São Julião da Barra, Lisboa - e foi familiar do Santo Ofício (carta de 6 de novembro de 1722). Enriqueceu com o comércio e construiu a quinta de Santa Bárbara de Talaíde, em Barcarena em 1735, onde faleceu a 18 de novembro de 1755.
Um dos seus oito filhos, Domingos Pires Bandeira, nascido a 30 de janeiro de 1701 na freguesia dos Mártires, em Lisboa, herdou o morgadio. Foi familiar do Santo Ofício, escrivão da Real Câmara e do despacho ordinário da Mesa da Consciência e Ordens (de 22 de agosto de 1738), assim como gentil-homem da Casa do Cardeal da Cunha, e cavaleiro professo na Ordem de Cristo. Casou com D. Gerarda Maria Inácia Xavier Monteiro de Sampaio e Castro, nascida na freguesia de Santa Maria, na Covilhã e moradora na Quinta das Ameias, a 1 de janeiro de 1743 na freguesia dos Anjos, em Lisboa - suas segundas núpcias. Faleceu a 31 de março de 1761 no mesmo local onde nasceu.
Domingos Pires Monteiro Bandeira nasceu a 22 de fevereiro de 1747, no palácio do Salitre (Alto do Salitre) e foi batizado em Santa Justa, Lisboa. Foi fidalgo cavaleiro da Casa Real do Conselho de Sua Majestade (alvará de 26 de março de 1778), comendador da Ordem de Santiago e cavaleiro professo da Ordem de Cristo (carta de 11 outubro de 1769). Frequentou a Universidade de Paris onde se formou em Leis, tendo sido desembargador da Casa da Suplicação. Colecionou obras de arte e foi poeta académico, e amigo de Nicolau Tolentino, Filinto Elísio, e de Bocage. Sucedeu-lhe o morgadio, entre outras propriedades, por falecimento do seu pai. Fez o seu testamento a 8 de outubro de 1781 «[p]or estar próximo a partir para o Reino de França a curar-se de moléstia crónica.» Faleceu em sua casa - situada na esquina Travessa da Água da Flor com a Rua da Atalaia, no Bairro Alto, em Lisboa, na freguesia da Encarnação, a 29 de Agosto de 1806 - solteiro e sem herdeiro - recebendo sepultura no extinto Convento de São Domingos.
Domingos Pires Monteiro Bandeira, nasceu a 7 de maio de 1782, na freguesia de São Sebastião de Lagos, onde foi batizado. Foi herdeiro dos ofícios, casas, vínculos e prazos – de Gorizos e Talaíde, entre outros. Foi fidalgo da Casa Real, cavaleiro professo e comendador da Ordem de Cristo, e cavaleiro da Ordem de Avis (30 de outubro de 1821). Seguiu a carreira das armas e assentou praça no Regimento de Lagos, em 1797. Foi capitão do Regimento de Cavalaria em Castelo Branco e passou para o Brasil como capitão ajudante de ordens do governador da Capitania Geral de São Pedro do Sul, onde foi promovido a tenente-coronel, a 12 de outubro de 1812. Em 1815 retornou a Portugal, onde não ocupou mais cargos militares, posteriormente tomando partido pela causa liberal durante o reinado de D. Miguel e a Guerra Civil, pelo que foi preso 6 de novembro de 1831 em Lisboa, juntamente como os seus filhos Diogo e Domingos, com 19 e 16 anos respetivamente, ainda estudantes, sendo encaminhado para a prisão do Forte de São Julião da Barra a 31 de maio de 1832, Elvas a 25 de junho de 1832, e finalmente para o Castelo de Estremoz em 1834. Em Fevereiro de 1833 pôs à venda as suas casas da Rua do Salitre. Já no final da Guerra Civil, ainda preso - talvez por estar doente ou temer pela vida -, ditou aí o seu testamento - a 6 de fevereiro de 1834 - onde declara deixar tudo - incluindo as quintas de Santo António dos Gorizos da Portela, da Gança, da Godinha, de Lisboa e das vilas da Covilhã e Fundão, bem como os de Talaíde, em Oeiras - à sua mulher. Por morte da sua mulher, todo este património devia ser dividido em partes iguais para os seus doze filhos. Sobreviveu ao cárcere e à guerra, e veio a ocupar o cargo de governador do Castelo de São Jorge em Lisboa, em 1836, e de 2.º Comandante do Real Colégio Militar. Veio a falecer de hidropisia, a 14 de março de 1841 na Carreira dos Cavalos (atualmente Rua de Gomes Freire), em Lisboa.
No n.º 41 do ano de 1819 da Gazeta de Lisboa (com privilégio de Sua Magestade) lê-se: "quem quiser comprar a laranja, e limão da quinta de Santa Bárbara de Talaíde, em Porto Salvo, póde tratar com o seu dono no alto do Salitre, nº 215", morada onde se localizava um palácio da família.
A quinta de Santa Bárbara foi adquirida por Casimiro José Sabido no inicio do século XX - incerto se diretamente dos Monteiro Bandeira - onde passaram a ser residir os seus herdeiros, Fernando José Figueiredo Sabido e sua esposa, Maria do Carmo Bessone Basto Sabido, e mais tarde também os filhos destes - Carlos Fernando Bessone Basto Sabido e Maria Fernanda Bessone Basto Sabido Mesquita Carvalho. 

Encontra-se atualmente desabitada. Regista-se ainda um painel em azulejo azul com a figura de Santa Bárbara, numa das paredes exteriores, possivelmente do século XVIII, mas ainda sem confirmação. Na página 28 de "Ermida de Nossa Senhora da Conceição de Abóboda", Fernando Gomes diz:
"Próximo da ermida de Nossa Senhora da Conceição, na actual Quinta de Stª. Bárbara de Talaíde, foi fundado um convento da Ordem de S. Domingos que, encerrado em 1910, seria totalmente remodelado em 1916, conforme se pode ler numa placa em azulejos  colocada à entrada da actual edificação. Da  antiga casa apenas restam alguns azulejos de sabor oitocentista e umas alminhas, dedicadas às almas do Purgatório, que se encontram todavia um pouco danificadas". 
A 24 de janeiro de 2022, tiveram início obras de requalificação, que passaram pela demolição dos anexos da Quinta de Santa Bárbara com vista a construção de uma nova praça.

#### Séculos XVIII a XIX
Em 1756, foi edificada a Quinta do Serigado. Os seus vestígios estão já quase desaparecidos, devido ao avanço de novas urbanizações. 
Em 1916, foi erguido o fontanário Casimiro José Sabido.
De finais do século XVIII a início do século XIX foi edificado o Casal do Penedo de Talaíde, adquirido pela firma J. Pimenta na década de 1970 e destruído - restando apenas ruínas - para construção de estaleiros, que deram origem ao atual Parque Empresarial de Talaíde.
No burgo histórico restam ainda habitações do século XIX, como atesta a inscrição do ano de 1891 na chaminé de uma pequena casa, junto às ruinas da casa torreada de tipologia saloia, também vestígio dessa época, situada no início da Praceta do Olival. Na mesma zona localiza-se a casa onde nasceu Casimiro José Sabido, cujo pórtico ainda tem a base de um cruzeiro, também verificado na Praceta da Fé. Realça-se ainda uma casa com janelas de estilo português na Rua da Esperança - onde durante muitos anos esteve instalada a Drogaria de Talaíde - e uma casa saloia na Rua do Comércio, que tinha um alpendre anexado onde se encontravam os fornos de lenha comunitários, entretanto substituídos por uma oficina.

#### Século XX
Em 1919 teve início a construção da Ponte das Varandas - também chamada Ponte de Talaíde - pela administração da I República, que a inaugurou em 1922. O nome deriva de ter sido construída no local designado por "Varandas", cuja origem não se sabe.[carece de fontes?]
Entre as décadas de 1930 e 1940 foi edificada a Escola Primária Maria Amália Sabido - mais comumente EB1 de Talaíde - começando a funcionar oficialmente em 1945. Foi renovada e ampliada, mas mantém o edifício original.
Em 1982, sob a égide do Padre Manuel da Costa Andrade, foram inaugurados o Centro Paroquial de Talaíde e a Creche Infantil. Sofreram renovações em 2016, que alteraram ligeiramente a fachada original.
Talaíde é servida pela Escola Secundária Aquilino Ribeiro, na Avenida Domingos Vandelli, Porto Salvo, que veio potencializar a oferta de educação pública na localidade e freguesia.

##### Grupo de Solidariedade Musical e Desportivo de Talaíde
Por volta de 1941, um celeiro edificado por Fernando José Figueiredo Sabido - por volta de 1930 - passou, por contrato de arrendamento, a ser sede do então Grupo de Solidariedade e Instrução Musical de Talaíde.
Em 1961, foi construído - numa encosta pedregosa, imprópria para a agricultura - o Campo de Futebol Fernando Sabido, cedido por Fernando José Figueiredo Sabido ao Operário Futebol Clube de Talaíde, juridicamente estabelecido em 1964. 
Em 1967, o Grupo de Solidariedade e Instrução Musical de Talaíde fundiu-se com o Operário Futebol Clube de Talaíde, dando origem ao atual Grupo de Solidariedade Musical e Desportivo de Talaíde.
Em 2005, o campo de futebol foi totalmente remodelado, incluindo instalação do relvado sintético - por suporte da Câmara Municipal de Cascais - e remodelação dos balneários dos jogadores, com apoio da Câmara Municipal de Oeiras, na presidência de Teresa Zambujo.
Ao longo dos anos, a sede foi sofrendo alterações e ampliações que lhe deram a atual fachada. A 30 de dezembro de 2015 foi adquirida pela Câmara Municipal de Cascais, passando a ser património municipal, com contrato de cedência ao grupo.
Atualmente as atividades do grupo incluem a banda filarmónica, futebol, chinquilho, capoeira, um grupo de teatro e uma marcha popular que integra as Marchas Populares de Cascais.

#### Obras de requalificação
Em 1977 foi aprovado um projeto pela Câmara Municipal de Cascais denominado "Centro Cívico de Talaíde", que seria constituído por um coreto, um ringue desportivo, um jardim infantil e balneários públicos. Apesar de mobilizar inicialmente a população local, foi, por várias vicissitudes, completamente abandonado. Em 2014, a Direção do Grupo de Solidariedade Musical e Desportivo de Talaíde propôs a sua reabilitação no primeiro Orçamento Participativo de Cascais, mas não conseguiu votação suficiente. Ainda assim, a mobilização do grupo chamou a atenção da Professora Fernanda Gonçalves, na altura Presidente da Junta de Freguesia de São Domingos de Rana, que, em 2017, iniciou a reabilitação do espaço. O atual Largo do Coreto foi cimentado, e na área adjacente foi feito um jardim que inclui um coreto com bancadas, um parque infantil e equipamento para atividade física. O espaço é usado para eventos, como as anuais Festas Populares de Talaíde e a atuação das Marchas Populares de Cascais.

Em 2012, a Câmara Municipal de Cascais deu início à reabilitação do núcleo histórico, com obras de requalificação da margem da Ribeira das Parreiras e a construção de uma ponte pedonal, para além a reabilitação do salão da sede do Grupo de Solidariedade Musical e Desportivo de Talaíde. Em 2017 foram requalificados os passeios e acessos junto da sede e da Escola Primária EB1 de Talaíde.